# 2. veljače
2. veljače (2. 2.) 33. je dan godine po gregorijanskom kalendaru.
Do kraja godine imaju još 332 dana (333 u prijestupnoj godini).

## Događaji
- 962. – Papa Ivan XII. okrunio je Otona I. Velikog za cara Svetog Rimskog Carstva, prvog nakon gotovo 40 godina.
- 1536. – Utemeljen Buenos Aires.
- 1653. – Osnovan Novi Amsterdam, kasnije nazvan New York.
- 1848. – Kraj Američko-meksičkog rata.
- 1933. – Adolf Hitler raspustio njemački parlament.
- 1935. – U Poljskoj je prvi put upotrijebljen poligraf.
- 1943. – Završena je bitka za Staljingrad u kojoj je Crvena armija zarobila 91.000 umornih i izgladnjelih njemačkih vojnika.
- 1945. – Drugi svjetski rat: Konferencija na Jalti (Krim).
- 1971. – U SAD-u je zabranjeno reklamiranje cigareta na radiju i televiziji.
- 1972. – Britansko veleposlanstvo u Dublinu uništeno je u prosvjedima nakon Krvave nedjelje.
- 1983. – Papa Ivan Pavao II. proglasio Franju Kuharića kardinalom
- 1989. – Posljednje sovjetske trupe napustile Kabul – završena devetogodišnja sovjetska vojna intervencija/okupacija Afganistana.
- 2003. – Hrvatska rukometna reprezentacija pobjedom nad Njemačkom rezultatom 34:31 osvojila svoje prvo svjetsko rukometno prvenstvo.
- 2025. – Hrvatska rukometna reprezentacija porazom od Danske rezultatom 26:32 u finalu svjetskoga prvenstva osvojila srebrno odličje.[1]

1. ↑  HRVATSKA - DANSKA 26:32 Hrvatska osvojila srebro na Svjetskom prvenstvu